# CyberWorld
Pour plus de détails, voir Fiche technique et Distribution.
CyberWorld est un film à sketches d'animation américain réalisé par Colin Davie et Elaine Despins et sorti en 2000.

## Fiche technique
- Titre original : CyberWorld
- Réalisation : Colin Davies et Elaine Despins
- Scénario : Hugh Murray, Charlie Rubin, Steven Hoban, Todd Alcott et Mark Smith
- Photographie :
- Montage : Karie Richards et Stephen Young Chin
- Musique : Paul Haslinger et Hummie Mann
- Animation : Ismail Acar, Bob Anderson, Rex Grignon, Nori Kaneko, Satoshi Kitahara, Sabine Lang, Paul Sidlo et John Wake
- Producteur : Steven Hoban et Hugh Murray
  - Producteur délégué : Neishaw Ali et Norm Stangl
  - Coproducteur : Sally Dundas et Roman Kroitor
  - Producteur de segment : Don MacBain
- Sociétés de production : Intel, EyeTide Media, ZeoCast, IMAX Sandde Animation, Spin Entertainment, Consolidated Film Industries et Pacific Data Images
- Sociétés de distribution : IMAX Corporation
- Pays d'origine :  États-Unis
- Langue originale : anglais
- Format : couleur
- Genre : Film à sketches d'animation
- Durée : 44 minutes
- Dates de sortie :
  - États-Unis : 6 octobre 2000
  - Australie : 28 juin 2001
  - Canada : 19 mars 2003
  - France : 15 mai 2008
  - Royaume-Uni : 19 juin 2009

## Distribution
- Jenna Elfman : Phig
- Matt Frewer : Frazzled
- Rob Smith : Buzzed et Wired
- Dave Foley : Hank le technicien
- Hank Azaria : chef Wiggum et Professeur Frink
- Dan Castellaneta : Homer Simpson et Abraham Simpson
- Nancy Cartwright : Bart Simpson
- Julie Kavner : Marge Simpson et Patty et Selma Bouvier
- Chris Lowe
- Cara Pifko : l'ordinateur
- Harry Shearer : Ned Flanders, Dr Hibbert et révérend Lovejoy
- Yeardley Smith : Lisa Simpson
- Neil Tennant
- David Geldart : Pete
- Woody Allen : Z-4195
- Sylvester Stallone : Weaver
- Sharon Stone : Princesse Bala
- Frank Welker : la libellule